# Collinas
Collinas là một đô thị ở tỉnh Sud Sardegna trong vùng Sardinia của Italia, cách khoảng 50 km về phía tây bắc của Cagliari và khoảng 9 km về phía tây bắc của Sanluri. Tại thời điểm ngày 31 tháng 12 năm 2004, đô thị này có dân số 954 người và diện tích là 20,8 km².
Collinas giáp các đô thị: Gonnostramatza, Lunamatrona, Mogoro, Sardara, Siddi, Villanovaforru.